# Concord (Vermont)
Concord es un pueblo ubicado en el condado de Essex en el estado estadounidense de Vermont. En el año 2010 tenía una población de 1.235 habitantes y una densidad poblacional de 8,92 personas por km².

## Geografía
Concord se encuentra ubicado en las coordenadas 44°25′16″N 71°50′59″O / 44.42111, -71.84972.

## Demografía
Según la Oficina del Censo en 2000 los ingresos medios por hogar en la localidad eran de $35,357 y los ingresos medios por familia eran $38,264. Los hombres tenían unos ingresos medios de $28,322 frente a los $19,471 para las mujeres. La renta per cápita para la localidad era de $15,173. Alrededor del 11.4% de la población estaba por debajo del umbral de pobreza.